# Eurodistrikt
Ein Eurodistrikt (französisch: Eurodistrict) ist ein grenzüberschreitender Kooperationsraum. Er umfasst gewöhnlich eine Metropolregion, deren Städte und Gemeinden sich in zwei oder mehr Staaten befinden. 
Ihren Ursprung haben die Eurodistrikte in der Initiative Eurodistrict e.V. von 1989 VR Kehl 333 und später im Karlsruher Übereinkommen von 1996. Außerdem wurde in der Erklärung des Bundeskanzlers der Bundesrepublik Deutschland Gerhard Schröder und des Präsidenten der französischen Republik Jacques Chirac zum 40. Jahrestag des Élysée-Vertrages vom 22. Januar 2003 ausdrücklich zum Einrichten von Eurodistrikten aufgerufen.
Ein Eurodistrikt stellt ein Programm auf für die Zusammenarbeit und Integration der Städte und Gemeinden des betreffenden Raums. Dies sind zum Beispiel die Verbesserung der Verkehrsverbindungen für die Menschen, die auf den verschiedenen Seiten der Grenze leben und arbeiten. Darüber fördert sie die grenzüberschreitende regionale Identität und somit die europäische Integration.
Der Begriff Eurodistrikt / eurodistrict ist erst jüngeren Datums und noch nicht von Organisationen wie dem Europarat oder der Europäischen Union definiert. Eine Abgrenzung zu den Europaregionen ist im Einzelfall schwierig, wobei der Fokus des Eurodistrikts mehr auf dem Ballungsraum liegt.

## Gründung/Vereinbarung
Eurodistrikte können auf unterschiedliche Weise gegründet bzw. vereinbart werden:
- durch eine einfache Vereinbarung über gemeinsame Projekte in der Region.
- in einer institutionalisierten Weise von einem lokalen Verein für grenzüberschreitende Zusammenarbeit (französisch: groupement local de coopération transfrontalière (GLCT)), der Pläne für die grenzüberschreitende Zusammenarbeit zwischen den Städten und Gemeinden erstellt.
- Mit einem noch höheren Grad der Institutionalisierung, durch Machtübertragung und Wahlen durch die Bürger. Dies hat verfassungsrechtliche Implikationen für die einzelnen beteiligten Länder, denen bei der Erstellung der Vereinbarungen Rechnung zu tragen ist.

## Existierende Eurodistrikte

### Eurodistrikt Strasbourg-Ortenau
Der Eurodistrikt Strasbourg-Ortenau ist am 17. Oktober 2005 als erster Eurodistrikt entstanden. Am 14. März 2013 kamen weitere Partner auf französischer Seite hinzu.
Beteiligte Partner:
- Stadtverband Straßburg
- Gemeindeverband Erstein
- Ortenaukreis
- Stadt Offenburg
- Stadt Lahr
- Stadt Kehl
- Stadt Achern
- Stadt Oberkirch

### Eurodistrict Region Freiburg/Centre et Sud Alsace
Der Eurodistrikt besteht seit dem 5. Juli 2006 in der Region Südbaden und Elsass.
Partner:
- Region Freiburg (freiwilliger Zusammenschluss von)
  - Stadtkreis Freiburg
  - Landkreis Breisgau-Hochschwarzwald (und den dazugehörigen Gemeinden)
  - Landkreis Emmendingen (und den dazugehörigen Gemeinden)

Metropolregion Basel

- Grand Pays de Colmar
- Pays de la Région Mulhousienne
- Pays Rhin-Vignoble-Grand Ballon
- Pays de l’Alsace Centrale

### Trinationaler Eurodistrict Basel (TEB)
Der Eurodistrikt Basel umfasst 
- in der Schweiz
  - den Kanton Basel-Stadt und dessen Gemeinden
  - den Kanton Basel-Landschaft und dessen Gemeinden
  - die Bezirke Dorneck und Thierstein sowie die Gemeinden des Forums Schwarzbubenland im Kanton Solothurn
  - einige Gemeinden im Kanton Aargau
- in Deutschland 
  - die Städte und Gemeinden des Landkreises Lörrach
  - die Städte Wehr und Bad Säckingen aus dem Landkreis Waldshut
- in Frankreich die Städte und Gemeinden 
  - die Communauté d’agglomération des Trois Frontières
  - und weitere Gemeinden im Großraum Saint-Louis

Mitglieder sind auch
- der Fricktal Regio Planungsverband vom Kanton Aargau
- die Region Grand Est (bis 2015 Elsass)
- das Département Haut-Rhin

Er wurde erst am 26. Januar 2007 offiziell in Saint-Louis gegründet. Die Anfänge reichen jedoch schon bis ins Jahr 1995 zurück, als die TAB (Trinationale Agglomeration Basel) initiiert wurde.

### Eurodistrikt PAMINA
Der Eurodistrikt PAMINA umfasst 
- in der Südpfalz
  - Verband Region Rhein-Neckar
  - Landkreis Südliche Weinstraße
  - Landkreis Germersheim
  - Landkreis Südwestpfalz
  - Stadt Landau
  - Stadt Germersheim
- am Mittleren Oberrhein
  - Verband Region Karlsruhe
  - Landkreis Karlsruhe
  - Landkreis Rastatt
  - Stadt Karlsruhe
  - Stadt Baden-Baden
  - Stadt Rastatt
- im Nordelsass
  - Département Bas-Rhin
  - Région Alsace
  - Ville de Haguenau

### Eurodistrict Saar-Moselle
Der Verein Zukunft SaarMoselle Avenir wurde im Jahre 1997 gegründet. Er hatte seinen Sitz in Saargemünd, das Kooperationsbüro zur Umsetzung der Aktivitäten befand sich in Saarbrücken. Bei der Versammlung in Heusweiler im Jahre 2004 wurde Roland Roth (Gemeindeverband Sarreguemines Confluences) zum Präsidenten gewählt.
Die Resolution zur Gründung eines Zweckverbands zur Förderung der grenzüberschreitenden Zusammenarbeit wurde 2004 auf der Freundschaftsbrücke (Deutschland–Frankreich) unterzeichnet. Mit diesem Eurodistrict erhalten 28 Gemeinden und Gemeindeverbände eine grenzüberschreitende Struktur.
Am 6. Mai 2010 fand die Gründungsversammlung des Eurodistricts SaarMoselle als Europäischer Verbund für territoriale Zusammenarbeit im Deutsch-Französischen Garten in Saarbrücken statt. Im Juni 2016 wurde Roland Roth, Präsident des Gemeindeverbandes Sarreguemines Confluences, zum Präsidenten gewählt. Vize-Präsident ist Peter Gillo, Direktor des Regionalverbandes Saarbrücken.

Der Eurodistrict SaarMoselle umfasst einen europäischen Verdichtungsraum von einer Million Menschen (davon 26.000 Grenzgänger).

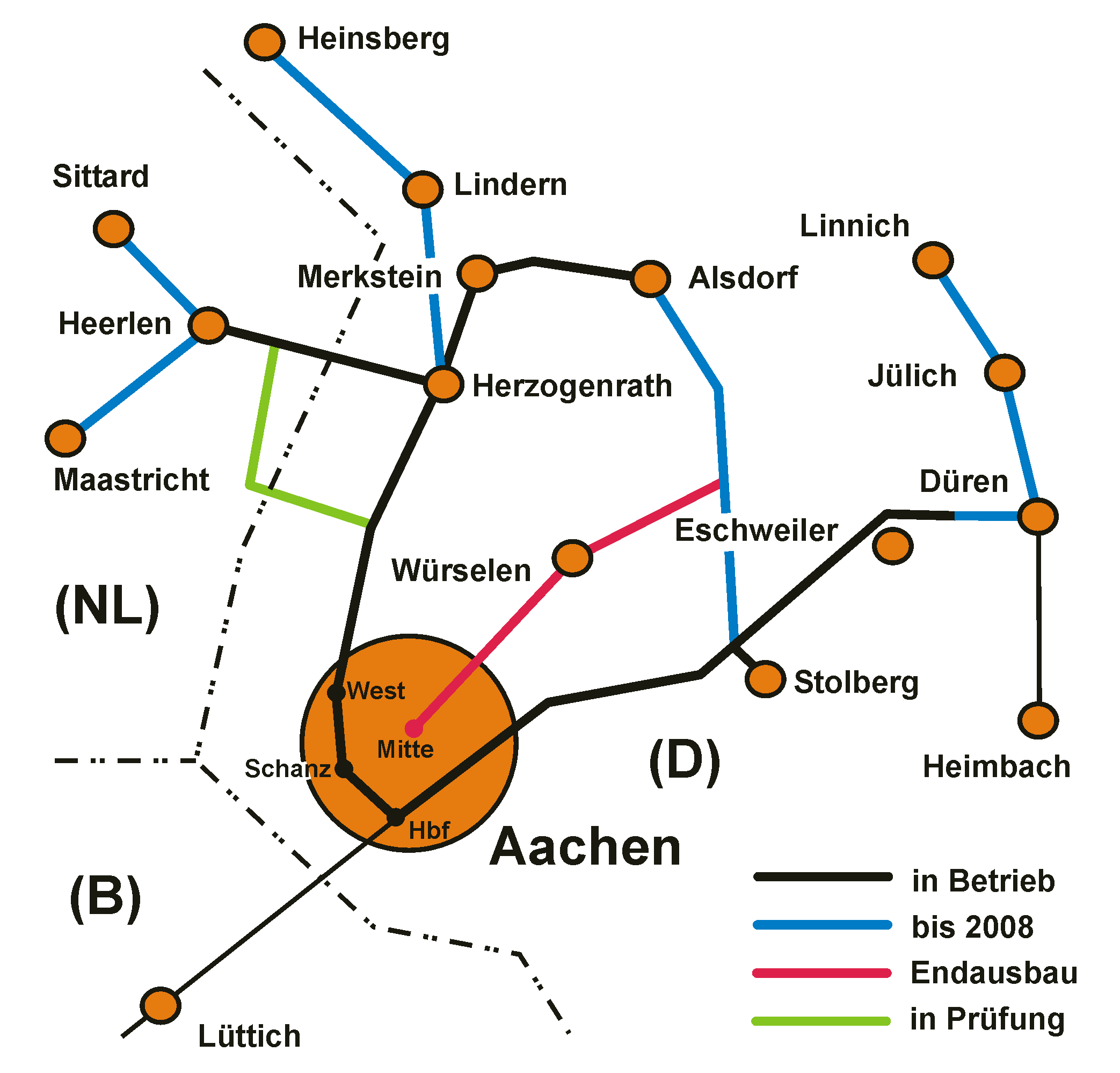
Eurodistrikt Aachen mit Netz der Euregiobahn

## Ähnliche Kooperationen

Metropolregion Lille

### Euro'met (Eurodistrikt Lille-Kortrijk-Tournai)
Partner:
- APIM, Agentur für Raumentwicklung der Metropolregion Lille
- UNIZO Regio Kortrijk, Union selbständiger Unternehmer (der Region Kortrijk)
- IDETA, Entwicklungsbüro Tournai

### FC Eurodistrict
Der FC EURODISTRICT ist ein binationaler Sport- und Fußballclub (gegründet 2005) im Grenzgebiet Baden/Elsass. Er wird von zwei gleichnamigen Vereinen (Schwestervereine) mit Sitz in Kehl und Straßburg unterstützt, die ihre Verschmelzung zu einem europäischen Verein anstreben.